# 内山田駅
内山田駅（うちやまだえき）は、かつて鹿児島県加世田市内山田（現・南さつま市加世田内山田）にあった鹿児島交通枕崎線（南薩鉄道）の駅（廃駅）である。

## 歴史
- 1931年（昭和6年）3月10日：枕崎線の枕崎延伸と同時に開業。
- 1953年（昭和28年）6月25日：無人駅化。
- 1984年（昭和59年）3月17日：同線廃線と共に廃止。

## 駅構造
地上駅であった。

## 駅周辺
周辺にはショッピングセンター「サザウィン」、ホームセンター「ナフコ」、温泉施設がある。

## 廃止後の現状
数年前までは駅跡地にプラットホームが残っていたが、現在は住宅が建っている。

## 隣の駅
鹿児島交通（南薩鉄道）
枕崎線
上加世田駅 - 内山田駅 - 上内山田駅